# Foldamero

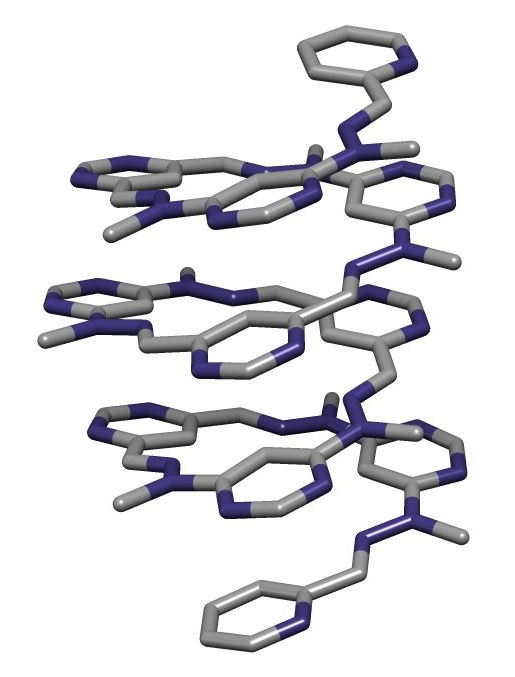
Struttura cristallina di un foldomero riportata da Lehn et al. Helv. Chim. Acta., 2003, 86, 1598-1624.

Un foldamero, o tiligomero come fu proposto da Moore (derivante dal greco tyligos, con il significato di piegare), è una catena di molecole o oligomeri che adottano una struttura secondaria stabilizzata da interazioni non-covalenti. Sono molecole artificiali che imitano la proprietà di proteine, acidi nucleici e polisaccaridi di ripiegarsi in conformazioni ben definite, come eliche e foglietti β. I foldameri mostrano interessanti proprietà supramolecolari come auto-assemblaggio molecolare, riconoscimento molecolare, e chimica ospite/ospitante. Sono studiati come modelli di molecole biologiche ed hanno mostrato attività antimicrobica in particolari condizioni. Si pensa abbiano grandi potenziali applicazioni nello sviluppo di nuovi materiali funzionali.